# Gerygone modesta
A Gerygone modesta a madarak osztályának verébalakúak (Passeriformes) rendjébe és az ausztrálposzáta-félék (Acanthizidae) családjába tartozó faj. A családot egyes szervezetek a gyémántmadárfélék (Pardalotidae) családjának, Acanthizinae alcsaládjáként sorolják be.

## Rendszerezése
A fajt August von Pelzeln osztrák ornitológus írta le 1860-ban.

## Előfordulása
Ausztráliához tartozó Norfolk-sziget területén honos. A természetes szubtrópusi és trópusi síkvidéki esőerdők, cserjések, valamint legelők és vidéki kertek.

## Megjelenése
Testhossza 9-12 centiméter, testtömege 7 gramm.

## Életmódja
Rovarokkal táplálkozik.